# Parque nacional de Wiang Ko Sai
El Parque nacional de Wiang Ko Sai (en tailandés: อุทยานแห่งชาติเวียงโกศัย) es un espacio protegido en el norte de Tailandia. Cubre parte del territorio del distrito Wang Chin, en la provincia de Phrae y los distritos de Tha Mae, Sop Prap y Thoen, de la provincia de Lampang. Posee una superficie de 410 kilómetros cuadrados. Fue declarado en 1981 siendo el 35.º del país.
El Parque Nacional de Wiang Ko sai se encuentra en una de las cadenas montañosas de la cordillera Phi Pan Nam, siendo su pico más alto el de Doi Mae Tom, que alcanza una altura de 1.267 metros. 